# Natalie Bassingthwaighte
Natalie Bassingthwaighte (Wollongong, 1 de septiembre de 1975) es una actriz y cantante australiana, más conocida por haber interpretado a Izzy Hoyland en la serie Neighbours.

## Biografía
Es hija de Michael y Betty Bassingthwaighte, tiene tres hermanas Melinda Sheldrick, Lisa Fogarty y Nicole "Nicky" Moore.
En diciembre del 2006 reveló que a los 23 años estuvo casada durante un corto tiempo, sin embargo el matrimonio no duró y la pareja se separó en 1998.
Natalie salió durante seis meses con el arquitecto Gordon Sloan, concursante del Big Brother de Australia, sin embargo la pareja terminó a mediados del 2005, lamentablemente Gordon murió en el 2007 lo que dejó a Natalie devastada ya que desde su separación habían mantenido una buena amistad.
A principio del 2005 comenzó a salir con el baterista Cameron "Cam" McGlinchey, antiguo miembro de la banda Rogue Traders. La pareja se comprometió en el 2009. Más tarde el 16 de agosto de 2010 Natalie dio a luz a su primera hija, Harper Rain Sinclair McGlinchey en un hospital en Melbourne.
Natalie y Cameron finalmente se casaron el 4 de diciembre de 2011. En noviembre del 2012 la pareja anunció que estaban esperando su segundo hijo. La pareja le dio la bienvenida a su hijo, Hendrix John Hickson McGlinchey en mayo del 2013.

## Carrera
En 1998 apareció como invitada en la exitosa serie australiana All Saints, en donde interpretó a Deidre Macken de joven.
Entre 1999 al 2006 participó en series como Heartbreak High, The Lost World y en Stupid Stupid Man donde dio vida a Sandy Clarke. También en las películas Counterstrike, The Mystery of Natalie Wood y en When Darkness Falls como Jinx de Luxe, en esta última cantó la canción "Every Baby Needs a Da Da Daddy" de Marilyn Monroe.
En el 2003 se unió al elenco de la exitosa serie australiana Neighbours en donde interpretó a la manipuladora Isabelle Hoyland hasta el 2006, luego de que Natalie decidiera dejar la serie para enfocarse en su carrera musical, por lo que su personaje se fue de la calle Ramsay para iniciar una nueva vida. En marzo del 2007 regresó como invitada durante dos semanas en algunos episodios que fueron filmados en Londres. Por su actuación en el 2006 fue nominada a un premio gold logie en la categoría de artista más notable, ese mismo año también fue nominada a un premio silver logie en la categoría de actriz más popular. Un año después fue nominada en la misma categoría sin embargo tampoco se llevó el premio. Natalie regresó a la serie el 13 de febrero del 2018 y su última aparición fue el 20 de marzo del mismo año.
En el 2008 se convirtió en la presentadora de la versión australiana del concurso de baile So You Think You Can Dance.

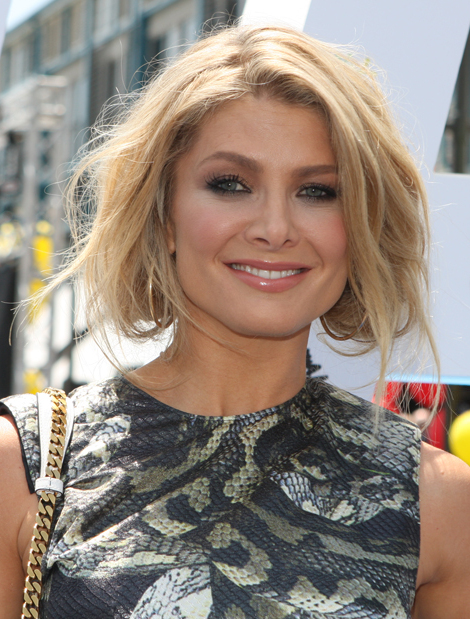

Junto a su hermana menor Nicky Moore escribió un libro para muchachas jóvenes de 14 años con el título de Sistahood! A Journal of Self-Discovery. El libro anima a las jóvenes a seguir sus sueños y ser todo lo que quieran ser, este salió a la venta en abril de 2008.
En el 2009 el personaje de Sandra en la película If at First You Don't Succeed, también apareció en la película de horror Prey donde interpreetó a la doctora Kate; la película sigue a seis jóvenes atraídos por el desierto por un personaje local, cuyo capitán necesita víctimas frescas para consumir.
En el 2010 interpretó a Maria Haken en la tercera temporada de la serie criminal Underbelly: The Golden Mile, Maria es la esposa de Trevor Haken un detective corrupto.
En agosto del 2015 se anunció que Natalie se había unido al drama Brock donde interpretará a Julie Bamford, la breve novia del piloto australiano Peter Brock.

## Música
Natalie fue vocalista de la banda "Rogue Traders" del 2005 al 2008, luego de que decidiera dejar al grupo para seguir su carrera musical sola.
La banda estaba formada por su novio el baterista Cameron McGlinchey, el guitarrista Danny Spencer y el compositor James Ash.
En el 2008 Natale firmó un contrato discográfico con Sony BMG para grabar un disco solitario.
Para el disco trabajó con nombres importantes en el pop como Chris Braide, Paul Barry, Steve Anderson, Jimmy Harry e Ina Wroldsen.
Su primer sencillo Alive debutó el 13 de octubre de 2008 y obtuvo el puesto número 8 en el ARIA Singles. Natalie coescribió la canción junto a Andy Frampton y Arnthor Birgisson.
Más tarde el 20 de febrero de 2009 lanzó su nuevo álbum "1000 Stars" el cual debutó en el número 1; en ella se encuentran canciones como In His Eyes" y Feel the Flow, esta última la escribió con su novio Cameron McGlinchey.
El segundo sencillo del álbum Someday Soon fue lanzado el 10 de enero y ocupó la posición número 7.
El tercer sencillo del álbum fue 1000 Stars, el cual debutó el 2 de mayo de 2009, ocupando la posición número 30 en el Aria Singles Chart. Su cuarto sencillo fue Not For You el cual salió el 24 de julio del mismo año.
El quinto y último sencillo de "1000 Stars" fue Love Like This debutando el 28 de enero de 2010. El video fue filmado en diciembre del 2009 en Sídney y es utilizado como parte de la campaña "Wear It With Pride", de los gais y lesbianas en donde Natalie es la embajadora.

## Filmografía

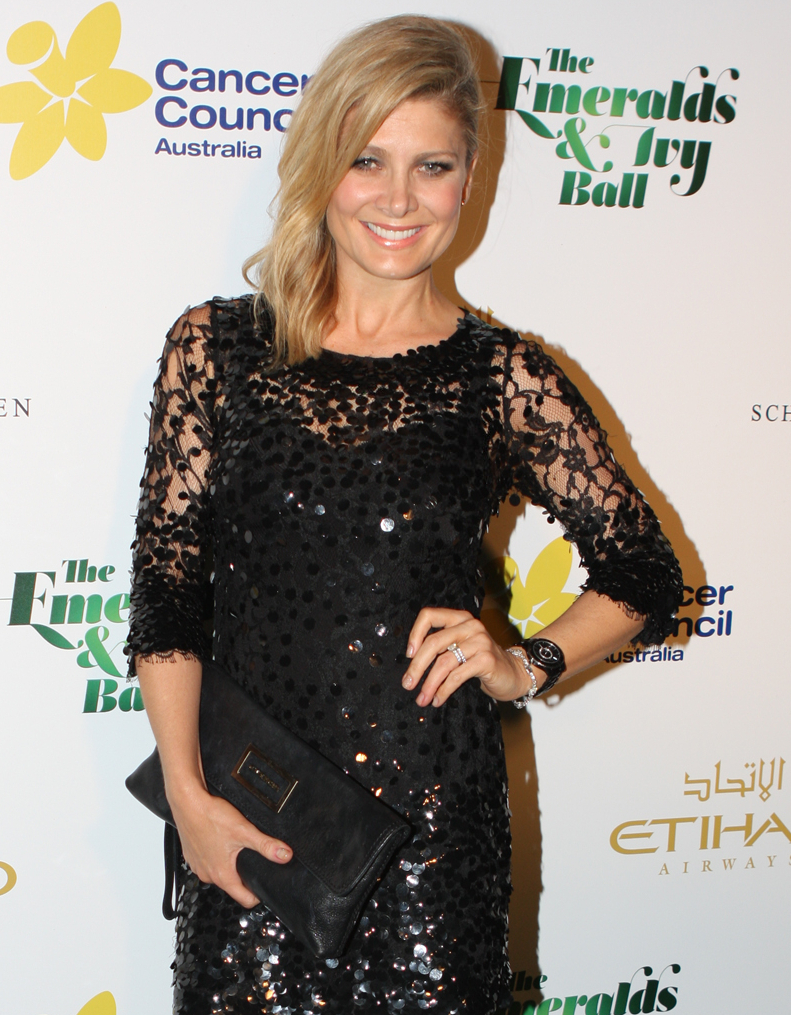
Natalie durante el Ivy Ballroom en Sydney en noviembre del 2012.

### Series de televisión
| Año                     | Serie                       | Personaje               | Notas                     |
| ----------------------- | --------------------------- | ----------------------- | ------------------------- |
| 2017 - presente         | The Wrong Girl              | Gillian                 | 8 episodios               |
| 2003 - 2006, 2007, 2018 | Neighbours                  | Isabelle "Izzy" Hoyland | 110 episodios             |
| 2010                    | Underbelly: The Golden Mile | Maria Haken             | 6 episodios               |
| 2006                    | Stupid Stupid Man           | Sandy Clarke            | episodio "Integrity"      |
| 2000                    | The Lost World              | Raina                   | episodio "All or Nothing" |
| 1999                    | Heartbreak High             | Joven Cantante          | episodio # 6.15           |
| 1998                    | All Saints                  | Deidre Macken           | episodio "Touch and Go"   |

### Películas
| Año  | Título                        | Personaje       | Notas                                                                     |
| ---- | ----------------------------- | --------------- | ------------------------------------------------------------------------- |
| 2015 | Brock                         | Julie Bamford   | junto a Matthew Le Nevez, Ella Scott Lynch, Brendan Cowell & Steve Bisley |
| 2009 | Dreamtime's Over              | Kate            | junto a Christian Clark                                                   |
| 2009 | If at First You Don't Succeed | Sandra Hoyland  | prestó su voz para el personaje                                           |
| 2006 | When Darkness Falls           | Jinx de Luxe    | junto a Katy Manning                                                      |
| 2004 | The Mystery of Natalie Wood   | Marion Marshall | -                                                                         |
| 2002 | Counterstrike                 | Kelly Kellogg   | junto a Rob Estes & Joe Lando                                             |

### Presentadora

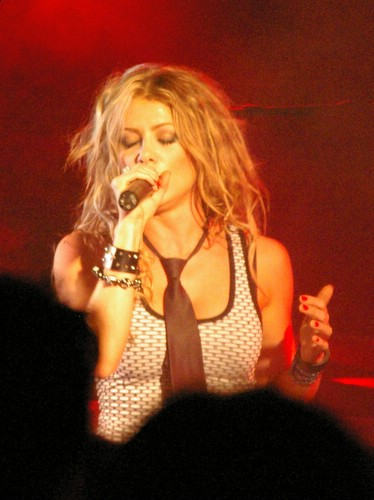
Natalie cantando en vivo con Rogue Traders en el 2006.

| Año             | Programa                             | Notas                         |
| --------------- | ------------------------------------ | ----------------------------- |
| 2011 - presente | The X Factor                         | 57 episodios - jueza          |
| 2012            | Project Runway Australia             | episodio # 8 - jueza invitada |
| 2008 - 2010     | So You Think You Can Dance Australia | 27 episodios - presentadora   |

### Teatro
| Año  | Obra                          | Personaje      | Director (a)   | Teatro          | Notas                                     |
| ---- | ----------------------------- | -------------- | -------------- | --------------- | ----------------------------------------- |
| 2011 | Love, Loss And What I Wore    | -              | Wayne Harrison | -               | junto a Judi Farr & Magda Szubanski       |
| 2010 | Wicked                        | Nessarose      | -              | -               | -                                         |
| 2005 | Grease: The Arena Spectacular | Sandy Olsson   | -              | -               | junto a Craig McLachlan & Magda Szubanski |
| 2002 | Footloose                     | Ariel Moore    | David Gilmore  | Capitol Theatre | junto a Spencer McLaren & Deone Zanotto   |
| 2001 | Chang and Eng                 | Adelaide Yates | -              | -               | -                                         |
| 2001 | Grease: The Mega Musical      | Sandy Olsson   | David Gilmore  | -               | junto a Renae Berry & Chelsea Plumley     |
| 2000 | Chicago                       | June           | -              | -               | -                                         |
| 1999 | Rent                          | Madre de Mark  | Michael Greif  | Comedy Theatre  | junto a Christine Anu & Rodger Corser     |

## Premios y nominaciones
| Año  | Categoría                | Premio                                   | Serie/Programa                       | Resultado |
| ---- | ------------------------ | ---------------------------------------- | ------------------------------------ | --------- |
| 2010 | Most Popular Presenter   | Silver Logie Award                       | So You Think You Can Dance Australia | Nominada  |
| 2009 | Most Popular Personality | Gold Logie Award                         | So You Think You Can Dance Australia | Nominada  |
| 2009 | Most Popular Presenter   | Silver Logie Award                       | So You Think You Can Dance Australia | Nominada  |
| 2007 | Fave Hottie              | Nickelodeon Australian Kids Choice Award | -                                    | Nominada  |
| 2007 | Most Popular Actress     | Silver Logie Award                       | Neighbours                           | Nominada  |
| 2006 | Best Slashie             | Dolly Teen Choice Award                  | Neighbours                           | Ganadora  |
| 2006 | Most Popular Personality | Gold Logie Award                         | Neighbours                           | Nominada  |
| 2006 | Most Popular Actress     | Silver Logie Award                       | Neighbours                           | Nominada  |